# Jacques Nadeau
Jacques Nadeau (né le 5 mars 1953) est un photojournaliste et enseignant québécois, notamment connu pour la qualité de ses clichés dans le quotidien Le Devoir depuis le début des années 1990.

## Biographie
Diplômé en arts et technologie des médias du Cégep de Jonquière, il devient photojournaliste rattaché au quotidien Le Devoir en 1990, et périodiquement, il collabore avec The Canadian Press, The Globe and Mail, The New York Times et plusieurs autres médias canadiens et américains. Il se rend en Haïti dans le cadre des élections générales haïtiennes de 2000. Il y constate que la consultation électorale présente des irrégularités et que le scrutin a peu de valeur étant donné l'intimidation exercée par le parti Famille Lavalas.
En juillet 2015, Nadeau se fait dérober les cinq disques durs contenant plus de 100 000 images durant ses 35 ans de carrière. C'est grâce à la récupération de négatifs, de clés USB et à la solidarité d'organismes et de magazines auxquels il a travaillé, qu'il a pu reconstituer le tiers de sa collection. Il publie 320 images dans l'ouvrage Photos trouvées aux éditions Médiaspaul.

## Expositions
- 2012 : Carré Rouge

## Publications
- 2003 : Le Québec. Quel Québec ?  (ISBN 9782762125566)
- 2012 : Carré rouge  (ISBN 9782762134971)
- 2016 : Photos trouvées  (ISBN 9782897600372)
- 2017 : Jacques Nadeau 2017 : toute l'actualité québécoise en photos  (ISBN 9782762140873)

## Distinctions
- 2004 : Communicateur de l'année, Association internationale des professionnels de la communication[6]
- 2012 : Prix Antoine Desilets, fédération professionnels des journalistes du Québec[7]